# Czystopis
Czystopis – gotowy tekst przygotowany do łamania lub druku, który jest po wszystkich korektach i jednocześnie nie zawiera śladów poprawek.